# Wayne Maunder
Wayne Ernest Maunder (Four Falls, 19 dicembre 1937 – Brattleboro, 11 novembre 2018) è stato un attore statunitense.

## Biografia
Maunder nacque il 19 dicembre 1937 a Four Falls, nel Nuovo Brunswick canadese, trasferendosi nel 1942 con la sua famiglia a Bangor, nel Maine. Da adolescente si arruolò nella United States Navy, partecipando a missioni d'addestramento sulla portaerei USS Leyte.
Congedato, Maunder studiò letteratura e teatro a Compton, in California, appassionandosi alla recitazione. 

### Carriera
Nel 1961 si trasferì a New York, dove studiò con Stella Adler, lavorando la sera come cameriere a Grand Central Terminal per mantenersi. Recitò con compagnie di repertorio a Long Island in Amleto, Otello e Molto rumore per nulla. Nel 1965, un agente lo notò mentre recitava in The Knack di Ann Jellicoe e lo convinse a partecipare a un provino alla 20th Century Fox Television.
Maunder fece la sua prima apparizione sullo schermo nel 1967, in un episodio della serie televisiva western The Monroes, accreditato come "John Wilder". Trasferitosi a Los Angeles nello stesso anno, ottenne il ruolo del protagonista nella serie televisiva della ABC Custer, incentrata sulle avventure nel vecchio West di un giovane generale Custer. La serie tuttavia venne cancellata dopo soli diciassette episodi, battuta negli ascolti dalla serie western Il virginiano, della rivale NBC.
Nel 1968, Maunder ottenne un altro ruolo da protagonista di un western, questa volta nella serie della CBS Lancer: il telefilm venne prodotto per due stagioni fino al 1970, e, vista la sua popolarità, le repliche continueranno a venire trasmesse al suo posto per diversi anni. Nella serie, Maunder interpretò Scott Lancer, il primogenito di un mandriano, il cui personaggio colto e tranquillo è contrapposto a quello del fratellastro interpretato da James Stacy, un ex pistolero ribelle di madre messicana.
Negli anni seguenti, Maunder apparve in televisione in Kung Fu, F.B.I. e A tutte le auto della polizia, mentre al cinema recitò nel film I 7 minuti che contano di Russ Meyer. Nel 1973 interpretò il protagonista della serie poliziesca Chase, durata 21 episodi. Negli anni settanta, recitò in episodi di Sulle strade della California e Le strade di San Francisco. Il suo ultimo ruolo prima di ritirarsi a vita privata fu nella commedia Porky's - Questi pazzi pazzi porcelloni! (1981).

### Vita privata
Maunder fu sposato dal 1967 al 1971 con Lucia Maisto, dalla quale nel 1968 ebbe un figlio, Dylan, morto di overdose nel 2005. Da tempo malato di cuore, Maunder morì l'11 novembre 2018 a Brattleboro, nel Vermont, per un attacco cardiaco.
Nel 2019, è stato interpretato da Luke Perry nel film C'era una volta a... Hollywood di Quentin Tarantino, di cui una sequenza è ambientata durante le riprese dell'episodio pilota di Lancer: sia Maunder che Perry morirono durante la produzione del film.

## Filmografia

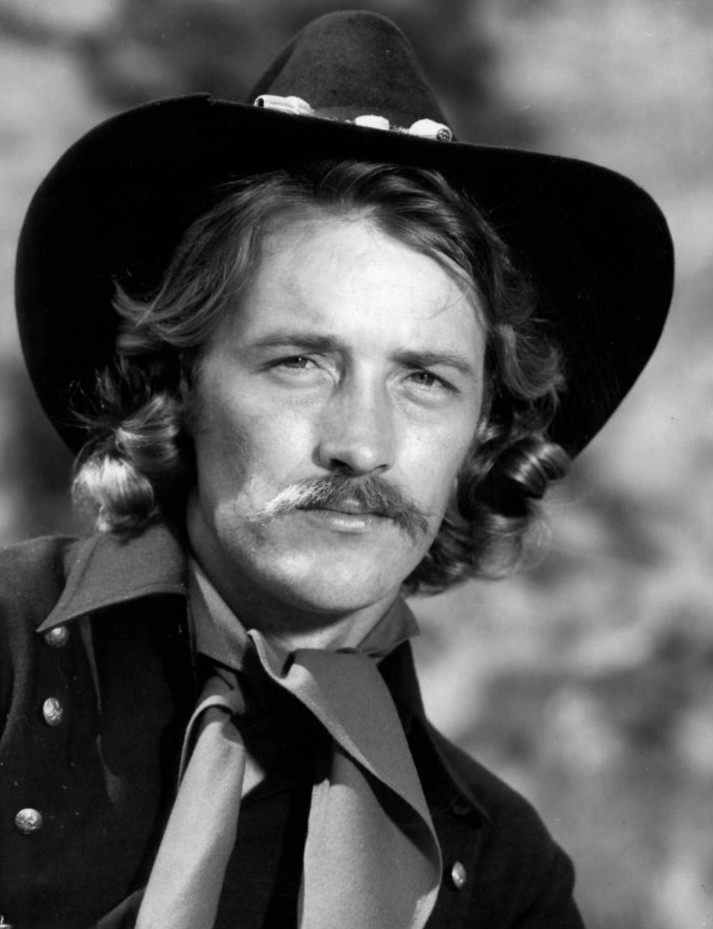
Maunder nel ruolo di George Armstrong Custer in Custer (1967).

### Cinema
- I 7 minuti che contano  (The Seven Minutes), regia di Russ Meyer (1971)
- Porky's - Questi pazzi pazzi porcelloni! (Porky's), regia di Bob Clark (1981)

### Televisione
- The Monroes – serie TV, episodio 1x19 (1967)
- Custer – serie TV, 17 episodi (1967)
- Lancer – serie TV, 51 episodi (1968-1970)
- F.B.I. (The F.B.I.) – serie TV, episodi 6x06-8x03 (1970-1972)
- Kung Fu – serie TV, episodio 1x00 (1972)
- A tutte le auto della polizia (The Rookies) – serie TV, episodio 1x16 (1973)
- Chase – serie TV, 22 episodi (1973-1974)
- Sulle strade della California (Police Story) – serie TV, episodi 1x14-2x15 (1975)
- Le strade di San Francisco (The Streets of San Francisco) – serie TV, episodio 4x09 (1975)
- Kate McShane avvocato (Kate McShane) – serie TV, episodio 1x08 (1975)
- Barnaby Jones – serie TV, episodio 5x14 (1977)